# 2453 Wabash
2453 Wabash (A921 SA) là một tiểu hành tinh vành đai chính được phát hiện ngày 30 tháng 9 năm 1921 bởi K. Reinmuth ở Heidelberg.